# 10024 Мартагейзен
10024 Мартагейзен (10024 Marthahazen) — астероїд головного поясу, відкритий 10 березня 1980 року.
Тіссеранів параметр щодо Юпітера — 3,490.